# روبن شوتن
روبن شوتن (بالهولندية: Robin Schouten)‏ هو لاعب كرة قدم هولندي في مركز الدفاع، ولد في 25 فبراير 1998 في ألكمار في هولندا. لعب مع نادي فولندام.

## وصلات خارجية
- روبن شوتن على موقع قاعدة بيانات كرة القدم.إي يو (الإنجليزية)
- روبن شوتن على موقع Soccerway.com (الإنجليزية)
- روبن شوتن على موقع عالم كرة القدم.نت (الإنجليزية)
- روبن شوتن على موقع AS.com (الإسبانية)